# Chally
Challis, manchmal auch als Challie oder Chally bezeichnet, ist ein leichtes Gewebe, ursprünglich eine Seiden-Woll-Mischung, die auch aus einer einzelnen Faser, wie Baumwolle, Seide oder Wolle, oder aus künstlichen Stoffen wie Rayon hergestellt werden kann. Es wurde erstmals um 1832 in Norwich, England, hergestellt, als ein dünnes, weiches Material, ähnlich dem Norwich-Krepp, aber mit matter statt glänzender Textur und biegsamer. 1833 wurde es nach Australien exportiert. Challis konnte mit gewebten oder bedruckten Mustern hergestellt werden. ‚French challis‘ hat eine glänzende Oberfläche. Die Muster waren oft floral, paisley oder geometrisch und basierten auf französischen Seidenmustern.
Der Begriff leitet sich von einem anglo-indischen Wort, shallee, ab, das ‚weich‘ bedeutet. Mindestens eine Quelle legt nahe, dass der Begriff indianisch ist.